# Tinguarra cerviariaefolia
Tinguarra cerviariaefolia' es una especie herbácea   pertenecientes a la familia Apiaceae. Es originaria de las islas Canarias.

## Descripción
Tinguarra cerviariaefolia es un endemismo canario. Se trata de una planta que puede alcanzar los dos metros de altura. Se diferencia por sus hojas más o menos glabras, 3-4 pinnado-ternadas, bastante grandes. Las flores son de color blanco y los frutos son pubescentes, de color marrón claro, con costillas prominentes y estrechamente ovados a fusiformes. Se conoce como "apio de risco".

## Taxonomía
Tinguarra cerviariaefolia fue descrito por Filippo Parlatore y publicado en Histoire Naturelle des Îles Canaries 3(22): 156. 1843.
Etimología
Tinguarra: nombre genérico dedicado a Tinguaro, hermano del mencey aborigen Bencomo, destacado en las batallas contra los conquistadores castellanos de la isla de Tenerife, a finales del siglo XV.
cerviariaefolia: epíteto que deriva del latín cerva, que significa "ciervo" y folius, que significa "hoja", haciendo referencia al parecido de las hojas con los cuernos de dicho animal.